# Epithelantha micromeris
Epithelantha micromeris es una especie de cactus originario de Estados Unidos (oeste de Texas) y norte de México en Chihuahua.

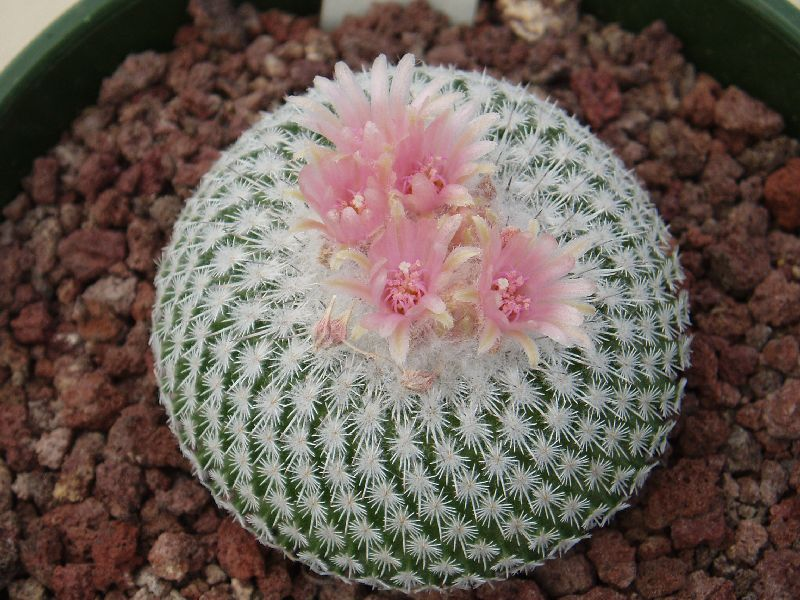
Detalle de la planta con flores

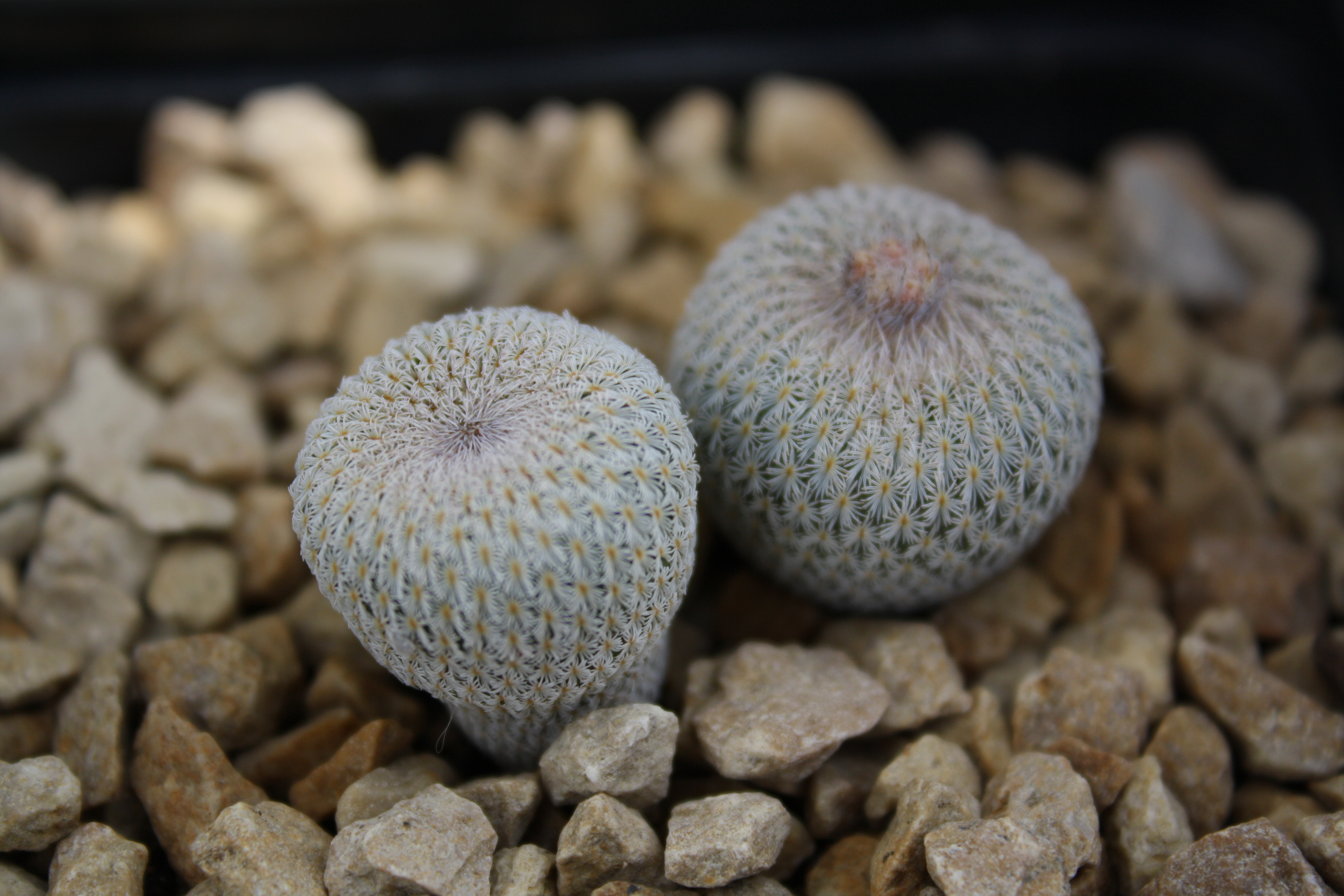
Vista de la planta

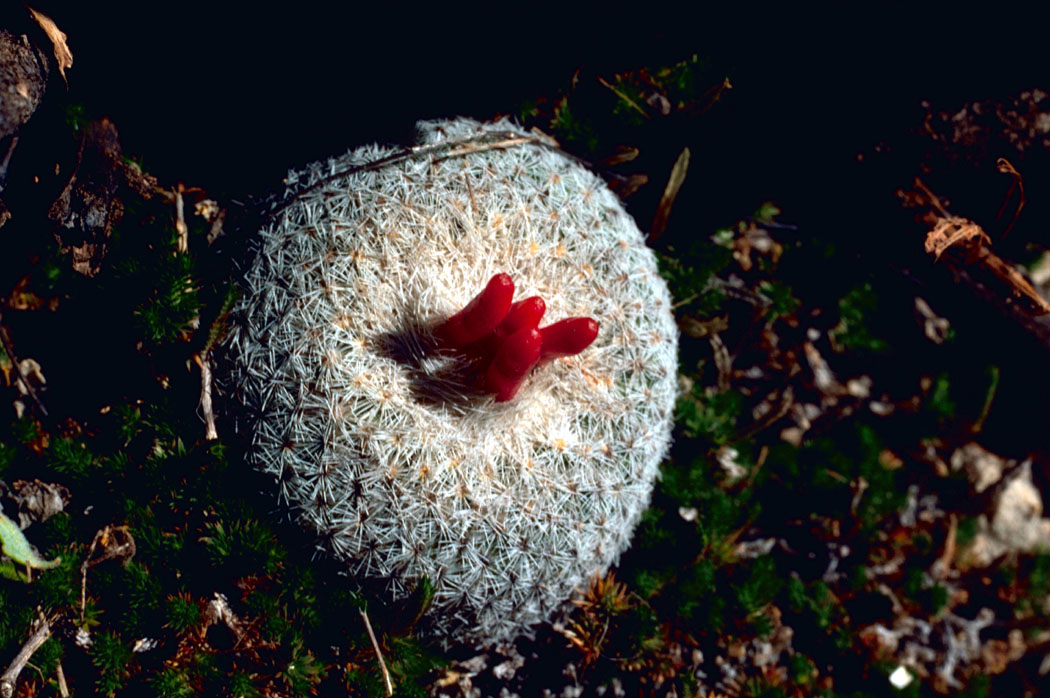
Con fruto

## Descripción
Es un cacto de tallo globular, deprimido en el ápice, aunque con la edad se alarga y ramifica desde la base formando pequeños grupos. Mide hasta 1 dm de altura y entre 2 y 6 cm de diámetro. Sobre el tallo se disponen pequeños tubérculos y numerosas espinas blanquecinas, en espiral y de 2 mm de largo que lo cubren completamente. Flores muy pequeñas rosa pálidas a blancas. Frutos alargados y rojizos.

## Cultivo
Es una especie de crecimiento muy lento y suele multiplicarse a través de semillas.

## Observaciones
Los originarios lo usaban como narcótico por su contenido de siete alcaloides, lo llaman “Hikuli mulato”. Precisa media mínima de 10 °C, pleno sol. Agua moderada. Buen drenaje. El sustrato debería contener un mayor porcentaje de material calcáreo. Necesita espacio para la raíz.

## Taxonomía
Epithelantha micromeris fue descrita por (Engelm.) F.A.C.Weber ex Britton & Rose y publicado en Cactaceae 3: 93, en el año 1922.
Etimología
Epithelantha: nombre genérico que deriva del griego y significa "flores saliendo de tubérculos".
El epíteto de la especie micromeris deriva de las palabras griegas μικρό = microscópica o pequeña yμηρός (meros) = parte, y se refiere a las numerosas y pequeñas espinas radiales dispuestas en la planta.
Variedades
- greggii (en Coahuila)
- bokei (en Texas, Big Bend)
- densispina con espinas más robustas
- rufispina, con espinas amarronadas
- unguispina, con espinas más largas.

Sinonimia
- Epithelantha rufispina
- Epithelantha micromeris var. rufispina
- Epithelantha micromeris var. densispina
- Epithelantha densispina
- Mammillaria micromeris
- Cactus micromeris
- Epithelantha spinosior[3][4][5]